# Emma Rigby
Emma Rigby est une actrice britannique, née le 26 septembre 1989 à St Helens au Royaume-Uni.

## Filmographie

### Cinéma
- 2009 : A Kingdom Without a King : Alicia Waterstone
- 2010 : Talk : Eloise
- 2011 : Analogue Love : Maggie
- 2011 : Demons Never Die : Samantha
- 2013 : L'Oracle : Rebecca
- 2013 : Plastic : Frankie
- 2013 : Cartel (The Counselor) : la copine de Tony
- 2014 : Un amour sans fin (Endless Love) : Jenny
- 2016 : 100 Streets de Jim O'Hanlon : Rose
- 2016 : Un Noël de Cendrillon  : Angie
- 2017 : Hollywood dirt : Summer
- 2019 : A Guide to Second Date Sex de Rachel Hirons : Tufts

### Télévision
- 2003 : Born and Bred : Lisa Gunstone (1 épisode)
- 2005-2010 : Hollyoaks : Hannah Ashworth (196 épisodes)
- 2009 : Hollyoaks Later : Hannah Ashworth (5 épisodes)
- 2011 : Becoming Human: Brandy Mulligan (4 épisodes)
- 2011 : Fresh Meat : Rachel (1 épisode)
- 2012 : Prisoners' Wives : Gemma (6 épisodes)
- 2012 : Pramface : Carrie Ann (1 épisode)
- 2013 : Ripper Street : Lucy Eams (1 épisode)
- 2013 : The Job Lot : Chloe Granger (1 épisode)
- 2013-2014 : Once Upon a Time in Wonderland : Anastasia, la Reine Rouge puis la Reine Blanche[1] (principale, 13 épisodes)
- 2016 : Meurtres au paradis : Laura Hagen (épisode 5.1)
- 2016 : Mother, May I Sleep with Danger? (téléfilm, 2016) : la vampire lesbienne